# La Furie des S.S.
Pour plus de détails, voir Fiche technique et Distribution.
Furie des S.S. titre original  Dieci italiani per un tedesco (Via Rasella) est un film dramatique réalisé par Filippo Walter Ratti sorti en 1962.
Le film retrace deux épisodes de l'occupation allemande de Rome, l'attentat de Via Rasella et le Massacre des Fosses ardéatines.

## Fiche technique
- Titre français : Furie des S.S.
- Titre original :   Dieci italiani per un tedesco (Via Rasella)
- Réalisation : Filippo Walter Ratti
- Scénario : Luigi Angelo, Filippo Walter Ratti
- Producteur :	Vincenzo Petti
- Maison de production :	Polaris Film
- Distribution en Italie : Atlantis Film
- Photographie :	Aldo Greci
- Musique : Armando Trovajoli
- Données techniques :B/N
- Genre : Drame, historique, guerre
- Langue originale :	italien
- Pays de production : Italie
- Année : 1962
- Durée : 95 min

## Distribution
- Gino Cervi : duc Alfonso di San Severino
- Andrea Checchi : professeur Marcello Rossi
- Carlo D'Angelo : Herbert Kappler
- Sergio Fantoni : Gilberto di San Severino
- Cristina Gaioni : Mariella
- Ivo Garrani : Giovanni Ferroni
- Gloria Milland : Assunta Ferroni
- Oliviero Prunas : Hans Weiss, lieutenant SS
- Nino Pavese : Pietro Caruso, préfet de Rome
- Loris Gizzi : consul allemand
- Emma Baron : mère de Mariella
- Salvatore Campochiaro : le prêtre
- Consalvo Dell'Arti : Antonio Cartelli
- Piero Giagnoni : Spizzichino
- Giuliano Giunti